# Cresciano
Cresciano foi uma comuna da Suíça, no Cantão Tessino, com cerca de 598 habitantes. Estendia-se por uma área de 17,19 km², de densidade populacional de 35 hab/km². Confinava com as seguintes comunas: Arvigo (GR), Claro, Lodrino, Moleno, Osogna, Preonzo, San Vittore (GR).
A língua oficial nesta comuna era o Italiano.

## História
Em 2 de abril de 2017, passou a formar parte da nova comuna de Riviera.